# Johan Wanloo
Johan Hugo Wanloo (uttal: /'vǎnlʊ/), född 16  juli 1972 i Göteborg, är en svensk serieskapare. Han har sedan mitten av 1990-talet synts i tidningar och album med ett antal olika humorserier och personligt tecknade äventyrsserier. Bland har han tecknat Kapten Klara (senast för DN) och serieversionen av Doktor Mugg, och han har medverkat i Kapten Stofil samt ett stort antal andra serietidningar. Wanloo belönades 2006 med Svenska Serieakademins Adamsonstatyett.

## Biografi

### Uppväxt och samarbeten
Johan Wanloo växte upp på Hönö, Öckerö kommun i Göteborgs norra skärgård. Under 1980-talet började han synas i egna eller andra seriefanzin, och 1987 vann han en serietävling utlyst av Göteborgs-Posten.[källa behövs] Samma år började hans serie Torsten publiceras i tidningen Svenska Hemdator Hacking, där den kom att gå fram till tidningens nedläggning 1994. Året före hade Wanloo första gången synts i tryck, på insändarsidan i Svenska Mad.
1991 sågs Wanloo med en kortare serie i Optimal Press' antologi Ulf i fårakläder. I början av 1990-talet slog han sig samman med de seriekollegorna Pidde Andersson och Mikael Tomasic, och de samarbetade i diverse mindre serieprojekt, både för svenska och mindre amerikanska förlag. Andersson och Tomasic syntes hösten 1992 i deckaralbumet In Memoriam (Optimal Press), samtidigt som Johan Wanloo försökte sig på en karriär som manusförfattare på Bamse.

### Kvällspress och seriealbum
1994 publicerades Wanloo i Magasin Optimal, och året efter debuterade han i albumform hos Optimal Press. Samtidigt började han publicera sig i GT (senare även i Expressen), där seriestrippar och andra nutidskommentarer i bildform ofta synts längst ner på tidningens kultursida under titeln Veckans Wanloo. Från och med 1994 har Wanloo kunnat försörja sig som serieskapare och illustratör.
Den första återkommande Wanloo-serien var parodiska Örn Blammo, som kretsade kring den manliga machohjälten med samma namn. Serien påminner främst av amerikansk agentkiosklitteratur (till exempel Remo – "Mannen som är en dödsmaskin"), blandat med ett kärleks- och fördomsfullt porträtt av den svenska landsbygden. Örn Blammo gavs ut i tidning och album åren 1995–1998.
1998 hade Angshölick (alternativ stavning av Angelique) debut. Den utgavs under åren 1998–2007 i sammanlagt fyra album hos Jemi förlag eller Seriefrämjandet.

### Karlakarlar och rymdkommandon
2002 hade De äventyrslystna karlakarlarna, ett av Wanloos större projekt, premiär. I denna komiska äventyrsserie blandade han in parodier/pastischer på agentfilmer och annan populärkultur, framför allt från 60- och 70-talet. Huvudpersonerna är den rika playboyen Felix Gimlet och den maskerade fribrottaren El Fjongo. Fyra album gavs ut åren 2002–2005 på Optimal Press, med ett femte album 2006 hos Egmont Kärnan. De äventyrslystna karlakarlarna har även publicerats i Mad Special (1/2001), den norska tidningen Gorilla, Den skitstora Johan Wanloo-boken samt som egen pocketbokserie.
Humorserien Roy vid rymdkommandot publicerades första gången i serietidningen Sune och hans värld 2003. Serien lades dock på is samtidigt som tidningen lades ner. I den här serien lånade Wanloo friskt från diverse populärkulturfenomen – bland annat är Roys orangea dräkt med bältet och stövlar inspirerad av den italienska fribrottar-superhjälten "Super-Argo". Hans läderhuva kommer från den tyska science fiction-pocketserien Perry Rhodan. Den onda skurken Lord Vronko är i sin tur en kopia av Lord Scorpio från TV-serien Jason of Star Command.

### Kaptener, Rock och andra
2009–2012 publicerades Wanloos Kapten Klara i barnserietidningen Tivoli. Efter tidningens nedläggning sommaren 2012 togs Kapten Klara så småningom upp av Dagens Nyheter, där den från oktober 2012 publiceras på söndagar.
Rock Manlyfist (med undertiteln "Master of Space Karate") startade 2010 som en engelskspråkig webbserie. 2012 började den publiceras (i svensk översättning) i tidningen Herman Hedning. December 2013 började serien även distribueras via Egmonts Ipad-app Seriecentralen.
Bland övriga Wanloo-serier kan nämnas Birger och hans bror, Farbror Einar (i ungdomstidningen Glöd), Snuttan Brattsjö och God kanin, Ond kanin. Wanloos serier kan också läsas i serietidningen Ernie. Han medverkade regelbundet i serietidningen Kapten Stofil, där han också verkade under sitt alias Féskarn. Wanloo har också illustrerat barnböcker och böcker med Bellmanhistorier.

## Stil
Wanloo har en livlig och ledig teckningsstil. Han har under åren skapat en stor mängd humorserier, där populärkulturparodier finns med i en eller annan form. I serierna förekommer han ofta själv som seriefigur, och trots att han i verkligheten är nära två meter lång tecknar han sig själv kort och närmast klotformad. 

## Produktion

### Serier och egna album
Örn Blammo
- 1995 – Manliga äventyr med Örn Blammo, Magasin Optimal nr 1/1995, Optimal Press
- 1996 – Dödsdans i Syrhåla, Magasin Optimal nr 2/1996, Optimal Press
- 1997 – De räddade Elvis hjärna, Optimal Press
- 1998 – Jag har apokalypsen i min källare, Jemi förlag

Angschölick
- 1998 – Angschölick i Borås, Jemi förlag
- 1999 – Angschölick i stryparsektens våld, Jemi förlag
- 2000 – Angschölick och zombieöns hemlighet, Jemi förlag
- 2007 – Remixad romantik (album), Seriefrämjandet

De äventyrslystna karlakarlarna
- 2002 – Dansbandsninjorna, Optimal Press
- 2003 – Fett med megadöd, Optimal Press
- 2004 – Satan i tyrolerhatt, Optimal Press
- 2005 – Den knotiga handen, Optimal Press
- 2006 – Recept på katastrof, Egmont Kärnan (innehåller även "I helvetet")

Samlingar ur GT/Expressen
- 1996 – Countrymusiken förstörde mitt liv!, GT
- 2011 – Flängda favoriter, Ekholm & Tegebjer

Övriga seriealbum
- 1999 – Johan Wanloo rules!, Jemi förlag
- 2004 – Den skitstora Johan Wanloo-boken, Optimal Press
- 2004 – Jordens undergång i Jörpslinge, Seriefrämjandet (Lantis)
- 2008 – Åke Ninja och andra jävlar, Optimal Press
- 2012 – Världens tråkigaste man & revolten på Atlantis, Ordfront Förlag
- 2013 – Kapten Klara i underjorden, Kartago förlag, ISBN 9789187057090

### Illustrationer/bilderböcker
text: Fredrik Granberg
- 2002 – Dr Mugg och hotet från Ur-anus, Bonnier Carlsen
- 2003 – Dr Mugg med rätt att fisa, Bonnier Carlsen
- 2004 – Kapten Fett och det onda gymimperiet, Bonnier Carlsen
- 2005 – Dr Mugg och den fruktansvärda kamikaze-möken, Bonnier Carlsen

Bellman- & Norgehistorier
- 2003 – Bellmanhistorier, Bonnier Carlsen
- 2004 – Nya Bellmanhistorier (text: Peter Gissy), Bonnier Carlsen
- 2005 – Norgehistorier (text: Martin Harris/Catharina Wrååk), Bonnier Carlsen
- 2007 – Våra bästa Bellmanhistorier, Bonnier Carlsen
- 2009 – Bellmans bästa, Bonnier Carlsen
- 2009 – Världens bästa Bellman (text: Martin Harris/Malin Westman), Bonnier Carlsen
- 2010 – Nya galna Bellman och andra roliga historier (text: Martin Harris), Bonnier Carlsen

Dassböcker
- 2004 – Festliga dassboken, Bonnier Carlsen
- 2005 – Snabba dassboken, Bonnier Carlsen
- 2006 – Hemliga dassboken, Bonnier Carlsen

Den flygande kaninen (Pixi-böcker)
- 2005 – Den flygande kaninen, Bonnier Carlsen, ISBN 91-638-4772-8
  - 2007 – (översättning till japanska)[13]
- 2007 – Den flygande kaninen hjälper en dinosaurie, Bonner Carlsen, ISBN 978-91-638-5686-0
- 2008 – Den flygande kaninen och jätteapan, Bonnier Carlsen
- 2009 – Den flygande kaninen bygger en ubåt, Bonnier Carlsen, ISBN 978-91-638-6332-5
- 2011 – Den flygande kaninen ger igen, Bonnier Carlsen , ISBN 978-91-638-6799-6

Övrigt
- 2007 – Skåpätares handbok (även illustrationer av Johan Andreasson), Bonnier Carlsen
- 2010 – Nu har det banne mig gått för långt! (text: Mattias Boström/Martin Kristenson/Fredrik Af Trampe), Känguru
- 2012 – Vad gör Varulven när han inte bits? (bilderbok), Lilla Piratförlaget